# Пенсионная реформа в России (2019—2028)
Пенсио́нная рефо́рма 2019—2028 годо́в — этап реформирования пенсионной системы Российской Федерации, предусматривающий постепенный подъём пенсионного возраста от 55 до 60 лет для женщин и от 60 до 65 лет для мужчин, а возраста начала выплаты социальной пенсии от 60 до 65 и от 65 до 70 лет соответственно.
Изменения касаются большинства граждан РФ, однако есть ряд льгот для работников определённых специальностей (медработники, педагоги, артисты и др.), выработавших установленный северный стаж жителей Крайнего Севера и приравненных местностей, тружеников горячих и вредных производств, работников транспорта, женщин с тремя и более детьми, а также мужчин (женщин) со стажем свыше 42 (37) лет; кроме того, реформа не затрагивает представителей коренных малочисленных народов Крайнего Севера, Сибири и Дальнего Востока, для которых возраст выхода на пенсию остался прежним. После завершения реформы последующее повышение пенсионного возраста исключается по крайней мере до 2036 года.
Реформа пока не предполагает изменений для граждан, занятых на тяжёлых работах и вредных производствах (Списки № 1 и № 2).
Реформой не затрагиваются вопросы пенсионного обеспечения сотрудников силовых структур и военнослужащих (их пенсионные права регулируются отдельными законодательными актами вне рамок данной реформы). Из-за этого некоторыми СМИ ситуация подавалась так, будто для названных категорий лиц возраст пенсии не поднимется вообще, что не соответствует фактическому положению вещей, см. . Для гражданских госслужащих повышение пенсионного возраста началось ещё ранее, а реформа модифицировала схему повышения.
Как планируется, повышение пенсионного возраста позволит перенаправить высвобождающиеся средства ПФР (с 1 января 2023 он стал частью СФР) на увеличение пенсий, в среднем, на 1000 руб/мес ежегодно.
Правовой базой реформы является закон о совершенствовании пенсионного законодательства (соответствующий законопроект был принят Госдумой в окончательном чтении 27 сентября 2018 года, одобрен Советом Федерации 3 октября, в тот же день подписан президентом и опубликован). Информация, приведённая ниже (если не поставлено других ссылок), заимствована из справочного издания. «По умолчанию» речь идёт о страховой пенсии по старости. На порядок назначения накопительной части пенсии из ПФР и НПФ вступившие в силу изменения в пенсионном законодательстве не влияют.
Правительственное решение повысить пенсионный возраст стало беспрецедентным за почти 90 лет советской и постсоветской истории; как декларировалось, оно было вызвано снижением рождаемости и увеличением ожидаемой продолжительности жизни. В настоящее время повышение возраста выхода на пенсию из-за старения населения является общемировой тенденцией и происходит во многих государствах.
Пенсионная реформа отразится и на иных, внешне не связанных с пенсиями, сторонах общественной жизни в России, включая ситуацию на рынке труда, занятость, реализацию нацпроектов, традиции семейного уклада. При этом большинство граждан воспринимают осуществляемые изменения негативно и опасаются целого комплекса проблем, однако идеологи реформы убеждены в её необходимости для долгосрочного развития страны.
Согласно опросам ВЦИОМ и Левада-Центра, запуск пенсионной реформы стал важнейшим событием 2019 года в России. По данным ВЦИОМ, реформа оценивалась как событие номер один в стране и годом ранее (2018), когда закон о ней ещё только был принят; тогда более 90 % россиян выступили против реформы. Отношение к реформе как к центральному вопросу общественной жизни сохранялось до весны 2020 г., но далее на первый план вышли пандемия коронавируса, конституционная реформа, а с 24 февраля 2022 года — вторжение России на Украину как часть российско-украинской войны.

## Причины и цель реформы

Возрастно-половая пирамида населения России на 1 января 2023 года

В качестве фундаментальной причины повышения пенсионного возраста назывался демографический кризис в РФ, в том числе увеличение доли пожилых людей.
Как декларировалось сторонниками реформы, из-за старения населения России и сокращения отношения числа работающих к числу получателей пенсий (более быстрого, чем рост автоматизации и производительности труда), возник дефицит Пенсионного фонда России (ПФР).
В предшествовавшие реформе годы (2016—2017) ситуация усугубилась снижением с 14,2 млн до 8,7 млн числа официально трудоустроенных пенсионеров (после отказа от индексации пенсий работающим согласно ФЗ от 29.12.2015 г. № 385).
Тенденция демографического старения носит глобальный характер, и как практически все развитые, так и уже многие развивающиеся страны в вопросе устойчивости пенсионного обеспечения стоят перед выбором: или повышение возраста пенсии, или завоз мигрантов. Но для РФ и других ещё только развивающихся стран второй вариант отпадает, так как за хорошо образованную иностранную рабочую силу они конкурировать не могут, а массовое привлечение работников низкой квалификации нецелесообразно.
Президент РФ В. В. Путин в 2018 году отмечал, что, если не проводить никаких изменений и продолжать дотировать фонд из средств госбюджета, «запаса» во всей этой системе хватило бы на 7—10 лет. Чтобы не подходить к последней черте и превентивно принять меры, необходимо снизить нагрузку на ПФР (ныне СФР), чему и служит проводимая реформа.
Состоятельность такой мотивировки многими оспаривается. Во-первых, принципиальную значимость в обсуждаемом контексте имеет не столько отношение «работающие/пенсионеры», сколько «работающие/иждивенцы», которое, с учётом сокращения рождаемости, почти не изменилось. Кроме того, сомнителен выбор момента запуска реформы — в том числе потому, что в ближайшие годы прирост численности населения в прежних границах пенсионного возраста должен резко уменьшаться. Далее, в отличие от других стран, решение о подъёме возраста пенсии в России принято не на фоне удлинения срока дожития лиц предпенсионных когорт (которого реально нет), а исходя из оценок ожидаемой средней продолжительности жизни родившихся (прогноз: 78 лет для 2024 и 80 лет для 2030 года рождения). В РФ 52 % мужчин умирают до 65 лет; по другим данным, средний возраст смерти мужчин — 67—68 лет (а значит, многие российские мужчины или не доживут до пенсии, или пробудут на пенсии всего 2-3 года), а женщин — 78 лет (2023 год). Низкая продолжительность жизни мужчин связана, в основном, с сердечно-сосудистыми заболеваниями (ИБС, инсульт, инфаркт и др.) и онкологией.
Хотя реформа не сводится только к подъёму пенсионного возраста и в официальных заявлениях нередко трактуется как шаг для будущего повышения пенсий, населением РФ она отождествляется исключительно со сдвигом возраста, а все остальные детали воспринимаются как малосущественные.

## Порядок изменения пенсионного возраста

### Общий случай
| Год рождения (мужчины) | Пенсионный возраст, лет |
| ---------------------- | ----------------------- |
| по 1958                | 60                      |
| 1959                   | 60,5                    |
| 1960                   | 61,5                    |
| 1961                   | 63                      |
| 1962                   | 64                      |
| с 1963                 | 65                      |

| Год рождения (женщины) | Пенсионный возраст, лет |
| ---------------------- | ----------------------- |
| по 1963                | 55                      |
| 1964                   | 55,5                    |
| 1965                   | 56,5                    |
| 1966                   | 58                      |
| 1967                   | 59                      |
| с 1968                 | 60                      |

Возраст выхода на пенсию мужчин (женщин) 1959—1963 (1964—1968) годов рождения указан в таблицах. Более молодые мужчины (женщины) выйдут на пенсию в 65 (60) лет.

### Большой стаж
Мужчина (женщина) вправе выйти на пенсию в любой момент после выработки 42-(37-) летнего стажа, если на этот момент его (её) возраст превышает 60 (55) лет и не более чем на два года меньше пенсионного возраста.
Но в стаж для досрочной пенсии (в отличие от обычного исчисления страхового стажа) включаются только периоды работы и пребывания на больничном. Не учитывается, скажем, время ухода за малышом, а до корректировки закона осенью 2022 г. не учитывалось и время срочной (по призыву) военной службы. Это может помешать набрать требуемый большой стаж. Другое возможное массовое препятствие — вынужденно-нелегальная занятость в 1990-е. 

### Педагоги, врачи, артисты
| Год выработки спецстажа | сдвиг выхода на пенсию, лет |
| ----------------------- | --------------------------- |
| 2019                    | +0,5                        |
| 2020                    | +1,5                        |
| 2021                    | +3                          |
| 2022                    | +4                          |
| 2023 и далее            | +5                          |

Требования к длительности специального стажа не изменяются (от 25 до 30 лет), по сравнению с ранее действовавшими, однако, после выработки такого стажа необходимо подождать ещё несколько лет (работая по любой специальности или не работая). Число таких лет указано в таблице, в зависимости от года приобретения специального стажа.

### Жители Крайнего Севера
Для жителей Крайнего Севера пенсионный возраст повышается с сохранением разницы в пять лет по сравнению с жителями остальных регионов страны, но переходный период смещён по годам рождения. А именно, мужчины-северяне 1963, 1964, 1965, 1966, 1967, 1968 г. р. выходят на пенсию, соответственно, в 55, 55,5, 56,5, 58, 59, 60 лет, а женщины 1968, 1969, 1970, 1971, 1972, 1973 г. р. — в 50, 50,5, 51,5, 53, 54, 55 лет. Требования к минимально необходимому «северному» стажу остаются прежними: 15 лет стажа работы в районах Крайнего Севера или 20 лет — в приравненных местностях.

### Женщины с детьми
| Год рождения женщины | Пенсионный возраст, лет (3 детей) | Пенсионный возраст, лет (4 детей) | Пенсионный возраст, лет (5+ детей) |
| -------------------- | --------------------------------- | --------------------------------- | ---------------------------------- |
| по 1963              | 55                                | 55                                | 50                                 |
| 1964                 | 55,5                              | 55,5                              | 50                                 |
| 1965                 | 56,5                              | 56                                | 50                                 |
| с 1966               | 57                                | 56                                | 50                                 |

При наличии пяти или более детей пенсионный возраст женщины — 50 лет (как до реформы).
При наличии четырёх детей — максимум 56 лет, трёх детей — максимум 57 лет; в самые первые годы реформы пенсионный возраст определится по общим правилам, а затем особая льгота для многодетных матерей начнёт играть реальную роль (см. табл.). Предполагается, что женщина воспитывала детей по крайней мере до 8 лет.

## Меры поддержки в переходный период
Существует немало льгот (налоговых, по ЖКХ, по оплате проезда и др.), «привязанных» к статусу пенсионера. На переходный период, то есть до конца 2028 года, все федеральные льготы планируется предоставлять мужчинам (женщинам) старше 60 (55) лет, как если бы повышения не было.
Госдумой одобрен законопроект о праве пожилых граждан на алименты с 60 (55) лет.
Предусматриваются защита интересов граждан старших возрастов на рынке труда (через введение уголовной ответственности работодателей за необоснованное увольнение таких людей), создание системы переобучения, медицинской поддержки (предоставление двух оплачиваемых дней в год для диспансеризации), увеличение максимального пособия по безработице для лиц предпенсионного возраста с 4900 до 11 280 руб./мес. в течение года, минимального размера пособия с 850 до 1500 руб./мес. (конкретная сумма зависит от доходов за последние шесть месяцев перед постановкой на учёт в службу занятости). На период май—июль 2020 года в связи с пандемией COVID-19 минимальное пособие было повышено до 4500 руб./мес.
Как и до 2019 года, в случае потери работы и невозможности нахождения новой предпенсионер сможет выйти на пенсию на два года раньше повысившегося пенсионного возраста. 

## Обладатели пенсионных накоплений
Граждане, имеющие накопления в СФР или НПФ, затрагиваются реформой не в полной мере: накопительная часть пенсии им может выплачиваться с 60 (55) лет, а страховая — на общих новых основаниях. Обычно накопительная часть сравнительно мала.
Старый возраст действует также для выплат из НПФ по частным договорам негосударственного пенсионного обеспечения (НПО) — заключённым как до конца 2018 года, так и позднее. Такие договоры предполагают добровольное внесение накопительных платежей работником — что отличает ситуацию от случая формирования накоплений в НПФ из доли обязательных отчислений работодателя и предвосхищает будущую систему ГПП (ИПК).
При этом обладатели пенсионных накоплений в НПФ подвергаются серьёзному риску, связанному с возможным банкротством фондов и мошенничеством. Также имели место многочисленные случаи перевода средств из СФР в НПФ по сфабрикованным документам, якобы подписанным гражданином.

## Требования к страховому стажу
Ещё до нововведений 2019 года в системе пенсионного обеспечения в России были предусмотрены нарастающие от года к году требования по страховому стажу и индивидуальным пенсионным коэффициентам (баллам), которые должны быть выполнены, чтобы достигший пенсионного возраста человек мог претендовать на страховую пенсию по старости. А именно, если до 2015 года требовалось наработать всего 5 лет стажа, то с 2015 года необходимый стаж составлял уже 6 лет и ежегодно он увеличивается на один год (в 2019 г. — 10 л.), пока не дойдёт до 15 лет. Что касается пенсионных баллов, то в 2015 году надо было иметь 6,6 балла, а в 2018 году — 13,8 балла. В итоге часть достигающих пенсионного возраста лиц пенсию по старости не получает. Те же требования по стажу и баллам существуют при досрочном назначении страховой пенсии, например, многодетным матерям. Всего в 2018 году ПФР отказал в пенсии 170,5 тысячам обратившихся, и в дальнейшем эта цифра будет увеличиваться из-за ужесточения критериев.
Исчисление страхового стажа (кроме случая подсчёта 42 (37) лет для досрочного выхода на пенсию) производится по дореформенным правилам. В частности, периоды обучения в ПТУ, техникуме или в вузе до конца 2001 года засчитываются в стаж (относительно вузов оговорка: по 1991 г. надо, чтобы засчитываемому периоду учёбы предшествовало какое-то время работы или военной службы).

## Новые правила для социальной пенсии
| Год рождения (мужчины) | Возраст соц. пенсии, лет |
| ---------------------- | ------------------------ |
| по 1953                | 65                       |
| 1954                   | 65,5                     |
| 1955                   | 66,5                     |
| 1956                   | 68                       |
| 1957                   | 69                       |
| с 1958                 | 70                       |

| Год рождения (женщины) | Возраст соц. пенсии, лет |
| ---------------------- | ------------------------ |
| по 1958                | 60                       |
| 1959                   | 60,5                     |
| 1960                   | 61,5                     |
| 1961                   | 63                       |
| 1962                   | 64                       |
| с 1963                 | 65                       |

По 2018 год, при отсутствии у мужчины (женщины) достаточного для страховой пенсии стажа, начиная с возраста 65 (60) лет ему (ей) выплачивалась социальная пенсия по старости.
В рамках реформы возраст выхода на социальную пенсию будет повышен до 70 (65) лет «параллельно» тому, как растёт возраст страховой пенсии в стране. По годам рождения граждан изменения представлены в таблице слева.
Возраст начала выплат социальной пенсии неработающим представителям малочисленных народов Севера не изменился: для мужчин — с 55, для женщин — с 50 лет.

## Индексация выплат неработающим пенсионерам
| Дата          | Размер индексации |
| ------------- | ----------------- |
| с 1 янв. 2019 | 7,05 %            |
| с 1 янв. 2020 | 6,6 %             |
| с 1 янв. 2021 | 6,3 %             |
| с 1 янв. 2022 | 5,9 %             |
| с 1 янв. 2023 | 5,6 %             |
| с 1 янв. 2024 | 5,5 %             |

За счёт высвобождения средств из-за повышения пенсионного возраста намечено осуществление более высокой, нежели до реформы, ежегодной индексации пенсий неработающим лицам, уже вышедшим на пенсию. Размер индексации в 2019 году составил 7,05 % (в среднем, это +1000 руб./мес к пенсии).
На указанный в таблице процент будут проиндексированы стоимость одного пенсионного коэффициента (K) и величина фиксированной выплаты (C), на основе которых рассчитывается размер страховой пенсии гражданина (R = KN + С, где N — число пенсионных баллов у данного гражданина). Предполагается, что средний размер пенсии в России к 2024 году превысит 20 тыс. руб. в месяц.
Перед началом реформы МЭР прогнозировало инфляцию порядка 4 %, в 2019 году она составила 3,0 %. Но, по наблюдениям россиян и оценкам ряда экспертов[каких?], реальная инфляция (по крайней мере, применительно к товарам и услугам, актуальным для граждан с небольшими доходами) не согласуется с декларируемой и с конца 2018 года превышает 10 % на год. Поэтому есть опасения, что намеченная в рамках реформы индексация пенсий либо вообще не улучшит благосостояния их получателей, либо сделает это чисто символически. К 2020 году повышения уровня пенсий в реальном (очищенном от инфляции) выражении так и не произошло, и ряд политологов[каких?] считает, что при подготовке реформы такой цели в принципе не было. В конце лета 2021 года Путин подписал указ об осуществлении в сентябре однократной дополнительной выплаты 10 тыс. рублей каждому пенсионеру «в связи с незапланированным всплеском инфляции». С учётом повышенной (около 8,4 %) инфляции 2021 года Путин предложил проиндексировать пенсии в 2022 году на 8,6 % вместо указанного в таблице значения; но даже при этом обычная пенсия эффективно поднимется где-то на 33 руб./мес (а не на 1000). С марта 2022 года в связи с вторжением России на Украину наметилась тенденция к ещё более резкому росту инфляции, из-за чего было принято решение о наделении правительства правом ситуативного, чаще чем раз в год, повышения доплат к пенсиям. В мае 2022 года принято решение о дополнительной индексации пенсий неработающим пенсионерам на 10 % с 1 июня.
Самозанятые пенсионеры имеют право на индексацию выплат наравне с неработающими. В частности, с 1 января 2020 года страховая часть пенсии таких пенсионеров увеличилась на 6,6 %.

## Осуществление пенсионной реформы в России
Реформа началась 1 января 2019 года с момента вступления в действие Федерального закона от 3 октября 2018 года № 350-ФЗ «О внесении изменений в отдельные законодательные акты Российской Федерации по вопросам назначения и выплаты пенсий» (некоторые положения закона вступили в силу с 1 января 2025 года).

### Ход пенсионной реформы по годам

#### 2019 год
Мужчины (женщины), родившиеся в первой половине 1959 (1964) года, которые по старому законодательству вышли бы на пенсию в день своего 60-(55-) летия, смогли это сделать с задержкой на полгода, а именно в период с июля по декабрь 2019 г., если не было особых дающих льготы обстоятельств.
По данным ВЦИОМ и Левада-Центра, запуск пенсионной реформы назван россиянами важнейшим событием 2019 года в стране, а по опросам ФОМ он занял второе место по значимости (после факта открытия железнодорожного сообщения через Крымский мост).
Из-за пенсионной реформы число пенсионеров в России по итогам 2019 года уменьшилось примерно на 355 тысяч человек. Экономия госбюджета составила 21,5 млрд рублей. При этом Счётная палата РФ признала, что пенсионная реформа, на конец 2019 г., не позволила достичь объявленной цели — приемлемого уровня жизни уже вышедших на пенсию граждан.

#### 2020 год
В январе-июне 2020 года смогли стать пенсионерами женщины (мужчины), родившиеся во втором полугодии 1964 (1959) года, а в июле-декабре 2020 года не вышел на пенсию никто, кроме обладателей льгот.
С января 2020 года главой ПФР был назначен М. А. Топилин (ранее министр труда), вместо А. В. Дроздова (ставшего замминистра финансов).
Общий объём пенсий и пособий, выплаченных ПФР за месяц, в апреле 2020 года составил 469,2 млрд руб., что существенно меньше дореформенных выплат (664,7 млрд руб./мес. в 2017 г.).
Серьёзными обстоятельствами 2020 года, оказавшими влияние на все стороны жизни в РФ, включая вопросы пенсий, стали вспыхнувшая в начале года пандемия коронавируса и более чем двукратное снижение мировых цен на нефть 9 марта (цены вернулись к обычным значениям с середины 2021 г.). С апреля проблема распространения коронавируса во многом затмила иные вопросы, в том числе и пенсионную реформу.

#### 2021 год
В первой половине 2021 года на пенсию вышли только обладатели льгот, а во второй половине пенсионерами стали мужчины (женщины), родившиеся в январе—июне 1960 (1965) года и достигшие возраста 61,5 (56,5) лет.
11 февраля ушёл в отставку глава ПФР М. А. Топилин, сыгравший одну из ключевых ролей в запуске пенсионной реформы; вместо него был назначен А. С. Кигим.
К 2021 году Росстат зафиксировал беспрецедентное в истории России сокращение числа пенсионеров. С 1 января 2019 года по 1 апреля 2021 года их стало меньше почти на 1,3 млн: из 43,865 млн человек осталось только 42,598 млн. Особенно резкое сокращение отмечалось с июля 2020 по апрель 2021 года, когда убыль составила 956 тыс. пенсионеров. При этом до реформы число получателей пенсий неуклонно росло.
В результате в 2021 году доля федеральных отчислений в ПФР на выплату пенсий стала самой низкой по крайней мере за 10 лет; трансферт из бюджета на страховые пенсии по старости составил 1,55 трлн руб, что примерно на 1 трлн меньше, чем годом ранее.
2021 год был годом очередных выборов в Госдуму РФ. Многие действия и заявления (как власти, так и оппозиции) вокруг пенсионной реформы в период до середины сентября обусловливались предвыборной тактикой.

#### 2022—2023 годы
С января по июнь 2022 года на пенсию смогли выйти мужчины (женщины), родившиеся в июле—декабре 1960 (1965) года и достигшие возраста 61,5 (56,5) лет.
31 июля 2022 года было объявлено об уходе А. С. Кигима с поста руководителя ПФР; на время до слияния ПФР с ФСС главой ПФР был назначен С. А. Чирков, он же возглавил СФР, образованный при слиянии.
Согласно схеме реформы, во второй половине 2022 года и в течение всего 2023 года статус пенсионера на общих основаниях не получил никто; выход на пенсию был возможен только для обладателей льгот.
По данным СФР, число пенсионеров за 2022 год снизилось на 232 тысячи (число неработающих возросло на 369,6 тыс., а работающих уменьшилось примерно на 600 тыс.). Пенсии неработающим в среднем выросли на 14 %, до 20,7 тыс. руб./мес. при официальной инфляции 11,94 %.

#### 2024 год
Согласно схеме реформы, 2024 год был временем выхода на пенсию мужчин 1961 и женщин 1966 года рождения; они достигли возраста 63 и 58 лет, соответственно.

#### 2025 год
В календарном 2025 году пенсионером по стандартным правилам не станет никто. Подобное уже было в ходе реформы ранее (с середины 2022 по конец 2023). На пенсию смогут выйти только имеющие льготы, например, в связи с большим стажем.

### Отношение россиян к реформе в целом

#### Мнение граждан
Отношение россиян к повышению пенсионного возраста с самого начала было и остаётся преимущественно негативным, что отмечают в том числе идеологи реформы. В первой половине 2019 года антиреформенные пикеты проходили в более чем трёх десятках городов страны. Пенсионный вопрос поднимался на митингах левых сил («…не простим унижения пенсионной реформой…»). Состоялись также конференции, посвящённые анализу возможных последствий пенсионной реформы. Одна из угроз усматривается в том, что массовым недовольством могут воспользоваться антигосударственно настроенные личности и экстремисты.
С конца весны 2019 года ситуация вокруг подъёма пенсионного возраста в РФ внешне успокоилась. Власти страны считают вопрос решённым, МВФ положительно оценил пенсионную реформу, а простые граждане в своём большинстве перестали надеяться на откат изменений их инициаторами; при этом, хотя процент готовых протестовать за год не уменьшился (27 %), резко снизилась (с 41 % летом 2018 до 26 % в мае 2019) доля верящих в то, что крупные протестные мероприятия состоятся. В итоге, акции 2019 года оказались гораздо менее масштабными, нежели в 2018 году, и пенсионный вопрос оказывался лишь одним из многих, поднимавшихся на выступлениях левых сил, как, скажем, 7 ноября в Москве.
На 2019 год отторжение реформы было характерно для всех слоёв населения, но если среди необеспеченных россиян доля недовольных составляла 88 %, то с ростом социального статуса она снижалась до ~70 %. В целом на рубеже 2019/2020 годов реформа воспринималась рядовыми гражданами как трагедия. Такое отношение не изменилось ни к августу 2020 года, ни к августу 2021-го: за возвращение прежнего пенсионного возраста выступали почти 90 % граждан страны (опросы агентства Superjob.ru). В июле 2023 года реформа снова была охарактеризована как «настоящая трагедия для целого поколения граждан».
В марте 2021 года, отвечая на вопрос ВЦИОМ, какие законы они бы приняли или отменили в стране, россияне на первое место (с отрывом более чем в два раза от второго) поставили отмену пенсионной реформы.
Украинские события с 2022 г. перфокусировали на себя внимание граждан от вопросов пенсий, но обусловленные реформой недоверие и ожидание новых ущемлений сохраняются; так, в марте 2025 года, когда ВОЗ расширила границы понятия «возраст молодёжи» до 44 лет, возникло опасение, что власти, используя это как предлог, снова поднимут пенсионную планку, несмотря на официальные опровержения.

#### Действия и объяснения властей
Основной тактикой властей (президента, правительства, депутатов Думы от «Единой России») является замалчивание темы пенсионного возраста.
Подводя первые промежуточные итоги совершенствования пенсионной системы 20 марта 2019 года, глава Минтруда М. А. Топилин заявил в своей речи в Госдуме, что реформа осуществляется по плану; о пенсионном возрасте и связанных с его повышением проблемах не прозвучало ни единой фразы, как и в Послании В. В. Путина Федеральному собранию месяцем ранее. В подробном отчёте о работе правительства за 2018 год, представленном в Госдуме 17 апреля 2019 года, премьер-министр Д. А. Медведев посвятил реформе ровно одно предложение, объяснявшее «изменения параметров системы» стремлением «увеличить доход пенсионеров».
В середине июня 2019 г. оппозиционные СМИ опубликовали ряд антиреформенных статей, в которых по сути противопоставлялись народ и власть России («руководство страны, воодушевлённое… победой над трудящимися» и т. п.). Преодолению антагонизма могло бы помочь предметное обсуждение пенсионной темы в ходе традиционной прямой линии с Владимиром Путиным 20 июня. Но Путин ограничился фразой о том, что «обеспечение пенсионеров нормальным доходом это один из приоритетов государства» и констатацией факта индексации пенсий, а словосочетания «пенсионный возраст» в четырёхчасовом выступлении не прозвучало.
В ходе ежегодного итогового интервью российским телеканалам 5 декабря председатель правительства РФ Д. А. Медведев высказал мнение, что повышение пенсионного возраста «было необходимым для развития экономики страны» и в будущем «позволит сделать так, чтобы люди жили в нормальных условиях, чтобы финансовая система работала, чтобы она не задыхалась». По словам Медведева, за всю его политическую карьеру более тяжёлым было лишь одно решение — об оказании военной поддержки Южной Осетии во время войны 2008 года.
На большой пресс-конференции 19 декабря 2019 года В. В. Путин отверг циркулировавшие в обществе мнения и слухи о якобы готовящейся новой пенсионной реформе: «Никакой новой пенсионной реформы не планируется и не обсуждается. Ни в правительстве, ни в администрации — нигде». Задолго до этого, в середине февраля 2019 года, глава Минэкономразвития М. С. Орешкин сказал, что по крайней мере до 2036 года никаких новых повышений пенсионного возраста не будет — но слова министра не вызвали доверия. Заверение в отсутствии у правительства планов снова поднять возраст выхода на пенсию ещё раз прозвучало в марте 2021 года.
В октябре 2019 года появились самокритические высказывания политиков-единороссов о реформе. Депутат Думы от «ЕР» И. И. Демченко заявил, что «вносить поправки в пенсионную систему можно было плавно, но правительству не захотелось ежегодно возвращаться к данному вопросу». Некоторые усматривали в подобных признаниях и перекладывании вины на правительство попытку поднять рейтинг партии в преддверии думских выборов-2021.
В интервью 5 января 2020 года В. С. Назаров, один из подготовивших идеологию реформы экономистов, по ошибке некоторыми комментаторами объявленный её автором (автор — правительство РФ), дал оценку промежуточных результатов: «…рост пенсий обгонит инфляцию более, чем на 6 %. Говорить о других итогах реформы, например, о стабилизации расходов Пенсионного фонда или влиянии на рынок труда, пока ещё слишком рано».
15 января 2020 года в послании Федеральному собранию В. В. Путин снова обошёл тему реформы молчанием. В тот же день ушло в отставку правительство Д. А. Медведева, инициировавшее пенсионную реформу. Преемник Медведева как председателя правительства РФ М. В. Мишустин высказался против отмены изменений в пенсионной системе. В июле 2020 года Медведев констатировал, что реформа вызвала массовое недовольство и что он продолжает в связи с ней получать обращения возмущённых граждан.
На пресс-конференции Путина 17 декабря 2020 пенсионная реформа в очередной раз осталась незатронутой, хотя в преддверии мероприятия президенту поступало немало вопросов на данную тему. Немногочисленные заявления представителей власти в то время сводились к повторению тезиса о безальтернативности реформы для спасения пенсионной системы России.
Послание президента Федеральному собранию 21 апреля 2021 года, выступление премьера с отчётом о работе правительства 12 мая, прямая линия с Путиным 30 июня и пресс-конференция главы государства 23 декабря продолжили тенденцию почти полного замалчивания темы реформы.
Публичной дискуссии об адаптации пенсионной системы к новым глобальным вызовам организовано не было.
9 июня 2021 года Д. А. Медведев заявил, сославшись на мировой опыт, что пенсионная реформа необходима для создания «постоянно действующего механизма повышения пенсий». При этом возглавляемая Медведевым партия власти «Единая Россия» в отчётно-предвыборных материалах летом-осенью 2021 года целенаправленно избегала упоминания реформы и персонально своего лидера, внёсшего соответствующий законопроект.
В 2021 году при рассмотрении ряда законопроектов, нацеленных на смягчение ситуации вокруг реформы, депутаты от «ЕР» не отдавали голос в соответствии со своей позицией — а саботировали принятие важных решений, не участвуя в голосовании, чтобы не набрался кворум.
Меньше чем через месяц после думских выборов-2021 Россию накрыла угрожающая волна эпидемии коронавируса, после которой развернулись трагические события на Украине. Вопрос о пенсионном возрасте, объективно, ушёл на второй план — и в 2022—2023 годах фактически был выведен из дискуссионной повестки, несмотря на его значимость для населения. В послании Путина Федеральному собранию 29 февраля 2024 года в преддверии новых президентских выборов по этому вопросу не прозвучало ни слова.

#### Позиция оппонентов реформы
Такие политики, как, например, С. М. Миронов, заявляли о намерении использовать региональные выборы и выборы в Госдуму для противодействия реформе, рассматривая отношение к повышению пенсионного возраста как ключевой критерий оценки конкретного претендента на пост. Имелись свидетельства готовности большой доли россиян протестным образом голосовать — из мести за реформу — за кого угодно кроме единороссов, а также сокрытия кандидатами своей связи с партией власти. Подобные настроения поддерживались левыми силами, среди их лозунгов: «Зачистим „Единую Россию“ на осенних выборах!», «Ни одного голоса „Единой России“!». Тем не менее, 8 сентября 2019 г. большинство лояльных президенту кандидатов (они числились самовыдвиженцами, внешне дистанцируясь от «Единой России») всё же одержало победу, хотя результаты ряда местных выборов — включая выборы в Москве — для партии власти оказались провальными.
Проводя сравнение с опытом других стран, экономист И. Е. Дискин (член Общественной палаты РФ, сотрудник ВЦИОМ) оценивал, что «так плохо, как в России, пенсионную реформу не проводили нигде». В 2023 году пенсионная реформа была объявлена во Франции (ранее, в 2019—2020 гг., предпринималась попытка такой же реформы, остановленная по эпидемиологическим причинам). Как и в России, имели место массовые протесты. Издание «Свободная пресса», проводя в 2019 г. сопоставление реформ в двух странах, обратило внимание на то, что президент Франции Э. Макрон, в отличие от Путина, не заминал тему реформы до выборов, реформу анонсировали через два года после них (в РФ — через три месяца), тех французов, кому до пенсии остаётся 15 и менее лет, вообще не тронут, французские власти вступили в диалог с протестующими. С другой стороны, как парировал Путин, при реформе в России сохранили почти все льготы, чего не было сделано во Франции. Аналогичную сравнительную оценку Путин дал и в 2023 г.
Представители оппозиционных партий продолжают борьбу за отмену реформы. 23 января 2020 года С. М. Миронов (СР) заявил о намерении конституционно зафиксировать старый пенсионный возраст «60 (55)», пользуясь тем, что как раз в январе президентом был поднят вопрос о внесении поправок в Конституцию. 29 января аналогичное заявление сделал Г. А. Зюганов (КПРФ). В начале марта эти поправки КПРФ и СР были отклонены Госдумой. С конца мая 2020 года, после связанной с разгаром эпидемии коронавируса паузы, оппозиционные политики (О. В. Шеин, О. Г. Дмитриева и др.) снова стали агитировать за отмену пенсионной реформы. При этом утверждалось, что «именно в реформе многие видят причину подавляющего большинства негативных явлений… в экономике», а дополнительным аргументом против реформы стала неизбежность последствий эпидемии для рынка труда.
Во вторую годовщину объявления о пенсионной реформе (июнь 2020 г.) оппозиционный политик В. С. Милов констатировал, что обещания властей поднять — за счёт реформы — уровень жизни уже вышедших на пенсию граждан оказались обманом: так, даже по официальным данным, «никакой ежегодной прибавки к пенсии на тысячу рублей нет и в помине». Одновременно Милов критиковал попытки инициаторов реформы умалить свою ответственность за неё путём излишней акцентуации роли МВФ. В ноябре 2020 года С. М. Миронов резюмировал, со ссылкой на доклады экспертов, что «реформа оказалась плохой идеей» и не решила никаких проблем в пенсионной сфере; он также высказывал мнение о «бесперспективности» НПФ и призывал «вернуться к старой практике выплаты пенсий из госбюджета, а пенсионные отчисления граждан направлять в казну».
Левая коалиция, в которую в январе 2021 года вошли партии «СР», «За правду» и «Патриоты России», объявила своей задачей возврат прежнего пенсионного возраста, а также ликвидацию ПФР и системы НПФ.
В марте 2021 года Партия пенсионеров, оценив реформу как неэффективную, предложила сделать критерием выхода на пенсию не возраст, а трудовой стаж. Аналогичную мысль весной 2022 года высказал финансовый омбудсмен Ю. В. Воронин, а ранее, в августе 2021 г., Б. Ю. Титов, последний также призвал расширить возможности докупки стажа.
В выступлении 20 апреля 2021 года в Госдуме лидер КПРФ Г. А. Зюганов подверг ответственных за принятие закона о реформе единороссов беспощадной критике, заявив: «… именно этот состав Государственной думы „наплевал“ на мнение россиян и повысил пенсионный возраст. Для принятия этого решения не было никаких оснований, для него нет оправданий… Мы … продолжаем требовать … отмены [реформы]».
Р. И. Хасбулатов в июле 2021 г. предложил поднять налог на добычу полезных ископаемых, а полученные средства целевым образом направлять в ПФР, что позволит отменить реформу и повысить пенсии.
Оппозиционер А. А. Навальный, один из координаторов протестов против реформы на стадии законопроекта о ней, с 2019 года мало обращался к данной теме, сосредоточившись на антикоррупционных разоблачениях. В отличие от мнения политиков левого крыла, позиция Навального по вопросу пенсий не была последовательной, за несколько лет до реформы он агитировал за подъём пенсионного возраста. Тем не менее, на думских выборах-2021 Навальный призывал мстить реформаторам, используя тактику «Умного голосования», то есть голосуя за самого сильного противника единороссов в каждом округе.
В преддверии выборов борьба за отмену или пересмотр реформы и осуждение властей за уход от дискуссии по данной теме стали ключевым пунктом оппозиционной агитации. Руководители 13 (всех, кроме «ЕР») участвовавших в выборах партий, отвечая на вопросы РБК, высказались о реформе однозначно негативно.
В ходе видеоконференции лидеров прошедших в Думу VIII созыва партий с В. В. Путиным сразу после выборов (сентябрь 2021), Г. А. Зюганов и С. М. Миронов вновь призвали президента отменить реформу. В октябре за возвращение дореформенного пенсионного возраста высказалась О. Г. Дмитриева, ссылаясь на сложности с поддержкой и переобучением предпенсионеров в условиях эпидемии. Тогда же лидер впервые прошедшей в Думу партии «Новые люди» А. Г. Нечаев заявил о необходимости общественного обсуждения реформы. В 2022 году Дмитриева (наряду с некоторыми другими представителями Партии роста) предлагала компромиссный вариант фиксации возраста пенсии на достигнутом значении 56,5 (61,5). С марта 2022 года особым аргументом Миронова за отмену реформы стало стремление поддержать россиян в условиях санкций против РФ, введённых из-за вторжения на Украину.
Призывы к отмене реформы продолжаются: так, в январе 2025 года тема поднималась представителем «СРЗП» в Мособлдуме А. Ю. Никитиным, которую депутат ГД от «ЕР» С. В. Бессараб отклонила.

### Критика конкретных деталей реформы
Из-за внезапности появления пенсионного законопроекта (июнь 2018 г.) без надлежащих разъяснений со стороны властей многие россияне стали понимать юридические детали реформы лишь после запуска изменений (2019 г.), иногда — после обращения в ПФР или даже в Минтруд. Постепенно начали высказываться мнения и претензии не «вообще», а по конкретным аспектам нового пенсионного закона, что послужило толчком для ряда законодательных инициатив по корректировке ситуации. Некоторые из претензий представлены ниже.

#### Новый возраст пенсии, темп подъёма
Существует точка зрения, что неприемлемыми являются не столько сама идея повышения пенсионного возраста, сколько слишком высокая целевая возрастная планка, особенно для мужчин, или скорость увеличения.
По предположению ряда экспертов, назначение пенсионного возраста «62» мужчинам и «60 со скидкой за каждого рождённого ребёнка» женщинам было бы встречено населением хоть и без восторга, но спокойно. Реформаторы не прокомментировали, почему установлен именно уровень «65» («60»), и создалось ощущение, что круглое число взято не на базе экономического анализа, а из стремления отнять у людей всё что удастся без бунта. Также, ещё до принятия закона, звучали мнения специалистов о желательности выбора темпа изменений не быстрее чем «плюс 3 месяца в год». Это, в числе прочего, смягчило бы неприятные для пожилых граждан ситуации серьёзной разницы между условиями для родившихся чуть раньше и чуть позже новогодних рубежей. В развитых странах подобные реформы проводились с темпом от 2-3 до 6 месяцев за год.
Вызывающим сожаление фактом иного плана является негибкость поднимаемой возрастной планки, исключающая преждевременный выход на пенсию (по принципу «чем раньше, чем ниже её размер» без изменения общей суммы, которую СФР предполагает выплатить человеку), как предусмотрено практически во всех странах, повысивших пенсионный возраст, например, в США.

#### Организационно-юридические накладки
Сразу же после начала реформы обнаружились недоразумения, которые не только вызывали недовольство тех, кого они затронули, но и противоречили замыслу реформаторов. Так, оказалось, что реальные выплаты самой малообеспеченной части уже ставших пенсионерами граждан не повысились, вопреки обещаниям. Вскрылись ошибки при формировании списка сельскохозяйственных профессий, дающих пенсионные льготы. Применительно к накопительной пенсии, явно нелогичной выглядела ситуация, когда человек, заключивший договор с НПФ после 31 декабря 2018 года, попадал в иное положение по сравнению со сделавшими это ранее.

#### Исчисление и учёт длительного стажа
В изначально принятом варианте пенсионного закона, диктуемый соответствующей статьёй метод исчисления мужского (женского) стажа «42 (37) лет» превратил задуманную льготу по досрочной пенсии для трудившихся всю жизнь — без длительных пауз, официально — россиян в образец вопиющей дискриминации конкретных категорий граждан.
Особое возмущение вызывал неучёт периода службы по призыву, унижавший бывших солдат и провоцировавший антиармейские настроения среди молодёжи (так, в 2020 г. число уклонистов возросло в 1,7 раза). Выходило, что честно исполнившие свой долг мужчины (некоторые — на Афганской войне) законодательно были поражены в правах по сравнению с уклонистами. Россияне с высшим образованием, рождённые во второй половине 1960-х, вообще почти не имели шансов на данную льготу (они были массово призваны в Вооружённые Силы СССР из вузов, что сдвинуло старт трудовой деятельности). Описанная несправедливость была устранена только 4 ноября 2022 года (спустя почти четыре года после запуска реформы).
Согласно той же статье закона, в «42 (37) лет» не засчитываются годы, проведённые в местах лишения свободы из-за судебной ошибки, то есть получится, что человек дважды наказан ни за что.
Женщинам не засчитывается период ухода за ребёнком (в «37 лет» входит только время на больничном по БиР); если бы они в молодости предвидели появление таких правил, возможно, предпочли бы отказаться от отпуска по уходу. Это же касается и других нестраховых периодов, включаемых в общий, но не 37-летний женский стаж.
В целом, очевидно, что необходимый длительный стаж зафиксирован «на пределе», то есть малейшие перерывы в карьере лишают шансов на льготу. При этом провоцируется нелегальная занятость: если набрать стаж для важной льготы стало математически невозможно, то, как только человек выработал минимум стажа для страховой пенсии вообще, дальнейшее официальное трудоустройство для него может терять смысл.

#### Пенсии жителям северных местностей
Пенсионными изменениями создано неравенство граждан, проживающих на Крайнем Севере, по национальному признаку: представителям коренных народов Севера сохранено право на социальные выплаты с 55 (50) лет, а для лиц других национальностей, живущих и работающих в тех же условиях, пенсия отодвигается.

### Сопряжённые с реформой проблемы

#### Реформа и нацпроект «Демография»
Согласно прогнозу Росстата (декабрь 2019 г.), в 2035 году на тысячу работающих россиян будет приходиться 391 пенсионер, а без реформы это число оценивалось бы как 553. Часть средств, высвобождающихся при пенсионной реформе, предстоит направить на реализацию национальных проектов (всего на проекты по 2024 г. планировалось истратить 25,7 трлн руб.) в различных сферах, включая преодоление демографического кризиса (общий объём финансирования этого нацпроекта — более 3,5 трлн руб.).
Но финансовые вливания не являются достаточным условием подъёма рождаемости. Экспертами высказывались мнения о возможном срыве данного нацпроекта как раз из-за реформы: в ситуации, когда лишённые пенсии бабушки и дедушки не смогут сидеть с малышами и поддержать в быту, многие молодые семьи не решатся на рождение детей. В итоге, сложная из-за последствий 1990-х демографическая ситуация ещё более усугубится; тенденция к этому проявилась уже в 2019 году и продолжилась в первом полугодии 2020-го (спад рождаемости — 6 %). ООН прогнозирует сокращение населения РФ на 10 млн к 2050 году, что создаст угрозу территориальной целостности страны. Кроме того, как отметил руководитель РАН А. М. Сергеев, пенсионные изменения могут вызвать снижение продолжительности жизни, а группа экспертов РАНХиГС предсказала резкий рост бедности в связи с этими изменениями (что также будет мешать реализации нацпроекта).
В июне 2019 года, прогнозируя долгосрочный эффект реформы, эксперты НИУ ВШЭ заключили, что «изменения станут [небольшим] плюсом для экономики» (подъём пенсионного возраста добавит около 0,22 п.п. к росту ВВП в 2019—2025 гг. и 0,15 п.п. в 2026—2035 гг.), но «не решат демографических проблем».
Общественная палата РФ в середине февраля 2023 г., в порядке стимулирования рождаемости, предложила ограничить повышение пенсионного возраста для отцов трёх и более детей.

#### Реформа и проблемы рынка труда
Численность рабочей силы, по прогнозу МЭР, увеличится с 75,8 млн человек в 2018 году до 79,2 млн в 2036 году из-за сдвига пенсионных границ. Инициаторы реформы предвидели такие тенденции с самого начала.
Однако, к концу лета 2019 г., вопреки ожиданиям реформаторов, наметилось уменьшение количества рабочих рук на рынке труда в России, особенно в предпенсионных возрастных когортах, что может быть обусловлено и увольнениями, в обход запретов, лиц из указанных когорт, и нежеланием самих предпенсионеров легально трудиться в новых реалиях. По состоянию на конец лета 2019 года были официально трудоустроены лишь 40 % предпенсионеров.
С момента запуска реформы стали озвучиваться различные гипотезы на будущее по вопросу занятости. Вопреки официальному оптимизму, некоторые специалисты давали прогноз резкого, почти в 2 раза (до 7,7-7,8 млн, то есть 9,6-9,7 % от численности рабочей силы в стране) увеличения безработицы в России к 2024 году; самыми пострадавшими могут оказаться выпускники вузов, которые в результате пенсионной реформы не трудоустроятся и будут «взрывать социальную и экономическую стабильность в России». Но другие эксперты считали такие опасения излишними, а показатели безработицы спорными из-за неучёта фактора теневой занятости. Ещё одной уязвимой категорией граждан являются предпенсионеры, которые могут остаться и без пенсии, и без рабочего места; при этом экстренность изменений не позволила данной категории россиян сформировать хоть какие-то жизненные стратегии для новых реалий.
По прошествии четырёх лет реформы (2023 г.) отмечался рост зарплатной дискриминации попавших в сложную ситуацию предпенсионеров (если в среднем номинальные зарплаты с 2017 г. выросли на 48 %, то для лиц от 55 лет — лишь на 40-42 %).

### Индексация пенсий, курс рубля и инфляция
В 2019 году индексация пенсий (7,05 %) заметно превысила официальную инфляцию (3,0 %).
Но уже в 2020 году эффект индексации (6,6 %) оказался символическим (инфляция 4,9 %). 9 марта 2020 года в связи со снижением мировых цен на нефть произошёл резкий скачок курса рубля к евро и доллару (курс EUR изменился примерно от 70 до 85 рублей, а затем в октябре несколько превысил 90 рублей). Представитель Совфеда Е. В. Бибикова заверяла, что «социальные выплаты и пенсии будут проиндексированы, несмотря на падение рубля». Оппозиционеры утверждали, что «[намеченная] индексация [в изменившихся условиях] не покроет инфляционных потерь», и высказывали соображения о необходимости дополнительной индексации зарплат и пенсий. По основным продуктам питания инфляция в 2020 году составила 14 %.
Примерно с середины 2021 года валютный курс вернулся к более естественным значениям (80-85 руб/EUR). Тем не менее инфляция ускорилась и, если бы не разовая дополнительная выплата взамен обещанной индексации, реальный доход пенсионеров снизился бы.
При принятии в ноябре 2021 г. бюджета на 2022—2024 годы МРОТ и прожиточный минимум были повышены на 8,6 %. Намеченная же индексация пенсий осталась на уровне изначальной схемы (в 2022 г. — 5,9 %), но в декабре 2021 г. Путин пообещал, что будут приняты меры для индексации не ниже инфляции, а в январе 2022 года предложил конкретную цифру индексации: 8,6 процента.
Тем не менее, в феврале-марте 2022 года, на фоне вторжения российских войск на Украину и западных санкций, инфляция в России значительно превысила и эту цифру: так, месячная инфляция за март составила 7,61 %, а годовая (март-21 — март-22) достигла 16,7 %. С июня 2022 года пенсии неработающим пенсионерам дополнительно проиндексированы на 10 %. Курс валюты претерпел резкий скачок до ~130 руб/EUR в начале марта, а затем снизился до ~60 руб/EUR к лету 2022 г., потом с ноября наблюдался рост до ~75-78 руб/EUR в начале февраля 2023 года. С конца июня, после мятежа ЧВК «Вагнер», началось резкое ослабление рубля (курс ~100 руб/EUR в первых числах июля); дальнейшая динамика пока труднопрогнозируема, на начало осени 2024 года также было ~100 руб/EUR.

### Коронавирус и пенсионный возраст
Пандемия COVID-19 с марта 2020 года привнесла ряд новых форс-мажорных обстоятельств, относящихся к теме пенсионного обеспечения.
В числе прочего достоверно установлен факт значительно более высокой смертности от вируса в старших возрастных когортах, чем по всему населению.
Пандемия привела к прогрессирующему сокращению числа рабочих мест. Несостоявшиеся пенсионеры, которые и раньше были не слишком нужны рынку труда, теперь оказались совершенно лишними на нём и тормозят становление молодых.
Вследствие пандемии, ожидаемая продолжительность жизни (ОПЖ) в России, в 2019 г. составлявшая 73,3 года, в 2020-м снизилась до 71,5, а в 2021-м — до 70,1 года. В 2022 г., при ослаблении ковидного вклада в смертность, ОПЖ повысилась до 72,76 года (что чуть ниже дореформенного показателя 72,9 года [2018]); при этом рост ОПЖ был главным аргументом властей в пользу реформы.
Независимо от изначального отношения к самой идее повышения пенсионного возраста, новые реалии требуют переосмысления целесообразности реформы в утверждённом формате (параметры, льготы и др.). Оппозиция использует последствия пандемии как дополнительный аргумент за отмену пенсионной реформы.
Вакцинация от COVID-19 в России, несмотря на все призывы «сверху», проходила медленно, в том числе из-за утраты властью доверия населения и отсутствия гарантий государства по страхованию от побочных эффектов. Введение ограничений для непривитых (не имеющих QR-кода) лиц не вызвало понимания.
Эпидемическая ситуация смягчилась к марту 2022 года, но оставалась непредсказуемой; в середине лета 2022 г. снова наметился подъём заболеваемости, а с конца сентября имело место снижение заражаемости. 5 мая 2023 года ВОЗ объявила о завершении режима чрезвычайной ситуации в мире в связи с пандемией — однако это не означает, что проблема исчерпана, и не позволяет успокоиться.

### Пенсионная реформа и мобилизация
21 сентября 2022 года в России была объявлена мобилизация состоящих в запасе граждан для участия во вторжении на Украину. Реформа 2018 года в значимой мере лишила власть народного доверия, необходимого в сложной политической ситуации, причём очевидны негативные параллели: непопулярность обоих решений, сокрытие планов мобилизации, как и планов повысить возраст пенсии, до последнего момента, сомнительность доводов и за мобилизацию, и за реформу для большой доли россиян.
Авторы отдельных публикаций пытались увязать реформу с украинскими событиями и трактовать её как средство для сбора денег для российской агрессии против Украины. Было отмечено, что война с Украиной, возможно, виделась властям неизбежной ещё до реформы, а призыв резервистов (21.09.2022) почти совпал с началом периода минимума пенсионных расходов (июль 2022 г. — декабрь 2023 г.), когда на пенсию на общих основаниях не выходил никто. В такой логике, если она релевантна, понятны и замалчивание сути реформы, и её спонтанность для населения, а официальные аргументы за реформу имеют второстепенное значение.

## Корректировки различных аспектов реформы
Ещё на стадии принятия пенсионного закона осенью 2018 г., премьер Д. А. Медведев не исключал корректировок этого закона в будущем. О возможности и даже вероятности пересмотра некоторых деталей реформы в разное время высказывались и другие политики — например, С. С. Журова осенью 2021 года. Предложения о тех или иных корректировках и о сопутствующих изменениях законодательства поступают как от представителей власти, так и от оппозиционных деятелей.

### Проведённые корректировки
На данный момент схема повышения пенсионного возраста реализуется строго в принятом варианте.
4 ноября 2022 года были внесены изменения в порядок учёта периодов военной службы в страховом стаже. Участие во вторжении на Украину будет зачтено в стаж, в том числе для досрочной пенсии, в двойном размере (комм.: на 2022 г. воюющим на Украине до пенсии ещё около 30 лет). При этом для ветеранов Афганской войны (комм.: они выйдут на пенсию в ближайшие годы) и других военных конфликтов льгот не введено. Одновременно было объявлено о решении засчитывать 1:1 время срочной службы [в небоевых условиях] в «стаж-42» для досрочной пенсии, независимо от того, служил ли мужчина в СССР или в РФ (реально это коснётся лиц 1961 г. р. и моложе).
17 февраля 2023 года принят закон о пенсионном обеспечении жителей захваченных Россией территорий Украины: ДНР, ЛНР и частей Запорожской и Херсонской областей (тж. см. документ). При этом вводится пятилетний (сначала его хотели сделать десятилетним) период для перехода на российский возраст пенсии, в течение которого можно выбирать, ориентироваться ли на российские правила или же на «украинскую» систему, действовавшую до 2022 года.

### Сопутствующие пенсионные изменения
В марте-апреле 2019 года был принят закон о доплатах малообеспеченным пенсионерам сверх прожиточного минимума. Этим устранена накладка при индексации пенсий в рамках реформы (получалось, что из-за индексации снижалась доплата до минимума), на которую указал В. В. Путин в своём Послании 20 февраля. Принятый закон затронул интересы примерно 4 млн человек и потребовал 120 млрд рублей из бюджета в 2019—2024 годах. В мае 2019 г. начались соответствующие выплаты, включая перерасчёт за весь период с 1 января.
С 1 мая 2019 были увеличены пенсии ветеранов Великой Отечественной войны (в среднем на 9500 руб/мес).
25 июня 2019 года был официально опубликован откорректированный перечень категорий работников сельского хозяйства, которым положена 25%-я надбавка к фиксированной пенсионной выплате при стаже свыше 30 лет. Ранее, при связанном с реформой обновлении перечня, из него оказались исключены некоторые профессии; 16 мая на заседании ОНФ, где затрагивалась тема, В. В. Путин назвал это упущением и обещал курировать вопрос. Число получателей прибавки выросло на три процента, или 30 тысяч человек.
30 июля 2019 года был установлен порядок определения величины прожиточного минимума пенсионера в субъектах Федерации для расчёта социальной доплаты к пенсии, этот порядок стал действовать с 2020 года.
6 ноября 2019 года было подписано постановление правительства об увеличении на 11 833 руб./мес. предельной зарплаты Smax для отчисления страховых взносов в ПФР в 2020 году. Если зарплата работника S в 2020 году не изменится или возрастёт на меньшую сумму, то в 2020 г. он получит меньший пенсионный балл за тот же труд, поскольку балл за год исчисляется как 10⋅min(S, Smax)/Smax. Фактически это означает снижение будущей пенсии, а в ряде случаев её отсутствие, так как в рамках реформы требования к пенсионным баллам нарастают.
Решён вопрос о сохранении старого пенсионного возраста (60 лет для мужчин, 55 лет для женщин) получателям негосударственной пенсии по договорам с НПФ, заключённым не только до 1 января 2019 года, но и после начала реформы. Закон об этом был подписан президентом РФ 18 марта 2020 года.
В ноябре 2020 года был подписан закон о ратификации соглашения о пенсионном обеспечении трудящихся в странах ЕАЭС. При начислении пенсий с 2021 года будет учитываться трудовой стаж граждан в любой из этих стран. Впервые данную тему поднял В. В. Путин в мае 2019 года.
В марте 2021 года подписано постановление, согласно которому периоды обучения для повышения квалификации учителей, врачей, спасателей и представителей ряда других профессий будут включаться в стаж для досрочного выхода на пенсию; реально, это может добавить к стажу работника примерно полгода.
В условиях пандемии коронавируса было принято постановление правительства об учёте медикам, работавшим с соответствующими пациентами в период январь — сентябрь 2020, спецстажа по принципу «день за два».
В мае 2021 года принят закон об автоматическом начислении некоторых видов пенсий (по инвалидности и др.) без обращения гражданина в ПФР (ныне СФР) и об информировании раз в три года о размере будущей пенсии по старости.
В начале марта 2022 года был принят закон, дающий правительству полномочия оперативно повышать доплаты к пенсиям в 2022 году в связи с необходимостью защиты пенсионеров от инфляционных потерь.
Летом 2022 года было принято решение об объединении к 1 января 2023 года двух из трёх внебюджетных фондов — ПФР и ФСС — с созданием «Фонда пенсионного и социального страхования Российской Федерации» (сокращенно: «Социального фонда России»).
Несколько лет обсуждался вопрос о возобновлении прерванной в 2016 г. индексации пенсий работающим пенсионерам. В 2020 г. оппозиция внесла в Думу три законопроекта на эту тему, отклонённые в 2021 году, но даже президент Путин призывал тогда продолжить рассмотрение. В июне 2021 г. председатель ФНПР М. В. Шмаков направил письмо Путину с просьбой вмешаться; в июле констатировалось, что возможности индексации (с 2022 г.) ищутся, однако с тех пор подвижек не произошло. В июне 2024 года Путин предложил возобновить индексацию с 2025 года, соответствующий закон почти сразу был принят Госдумой (в результате ситуация для неработающих и работающих пенсионеров с 2025 г. станет одинаковой, но долг последним за неиндексацию в 2016—2024 годах будет выплачен только при прекращении трудовой деятельности). Напрямую этот вопрос не относится к реформе, но он весьма значим для общего положения дел в данной сфере.

### Рассматриваемые предложения
Лидеры ФНПР в марте и затем на съезде 20−22 мая 2019 года заявляли о необходимости возвращения прежнего пенсионного возраста для всех северян, а не только для представителей КМНС. В декабре 2019 г. появились сообщения о предполагаемом рассмотрении Думой вопроса о смягчении реформы для жителей Арктики и Севера; рассмотрению должен предшествовать мониторинг ситуации в регионах.
В апреле 2021 г. Федерация независимых профсоюзов России (ФНПР) предложила, не отказываясь от повышения пенсионного возраста, замедлить подъём до трех месяцев за один календарный год.
ОП РФ в феврале 2023 года предложила снизить пенсионный возраст для отцов трёх и более детей на год за каждого ребёнка.

### Отвергнутые предложения
Ещё до запуска реформы депутаты от партии «СР» подали законопроект об отсрочке её реализации до 2030 года, но в марте 2019 года такой законопроект отклонили.
В феврале 2019 г. был поднят вопрос о возможном пересмотре — в сторону удлинения — спецстажа для медиков и учителей, позволяющего выйти на досрочную пенсию, но разговоры об этом сошли на нет, поскольку реформа и так отодвигает начало пенсионных выплат данной категории граждан.
Существовал, но 6 марта 2019 года был отклонён Госдумой законопроект, допускавший возможность наследования страховой части пенсии (если гражданин получал её в течение слишком короткого периода). Формальная причина отклонения: по ГК РФ право на страховую пенсию «неразрывно связано с личностью конкретного гражданина». Сейчас граждане могут получать по наследству только накопительную часть пенсии.
Фракция «СР» в марте 2019 года внесла в Госдуму законопроект о праве выбора возраста выхода на пенсию самим гражданином в коридоре 60—65 (55—60) для мужчин (женщин). Вопрос о зависимости размера пенсии от возраста в документе не уточнялся (см. документ Архивная копия от 6 июня 2019 на Wayback Machine). В середине января 2020 года данный законопроект был отклонён.
В апреле 2019 года депутат Госдумы Н. М. Харитонов обращался к В. В. Путину с идеей о возврате дореформенного пенсионного возраста для жителей Дальнего Востока, ввиду сравнительно более тяжёлых условий жизни. Отвечая, президент указал на трудности реализации предложения ввиду необходимости детального учёта срока проживания в том или ином месте и характера занятости. Впоследствии Харитонов ещё несколько раз поднимал данную тему, подчёркивая, что реформа усилила отток населения из региона; в ноябре идея о пересмотре пенсионного возраста для ДФО снова была отвергнута.
16 марта 2020 года депутатом Госдумы единороссом А. В. Барышевым был внесён законопроект (см. документ), дающий право выхода на пенсию мужчине (женщине) по достижении 60 (55) лет при наличии страхового стажа минимум 15 лет в случае невозможности трудоустройства в течение года с момента признания такого гражданина безработным либо по состоянию здоровья, однако 20 мая этот проект сняли с рассмотрения по формально-процедурным причинам.
С февраля 2020 по февраль 2021 года существовала петиция Архивная копия от 27 февраля 2020 на Wayback Machine на РОИ о ликвидации ПФР (с передачей его функций МФЦ), который, по мнению авторов, является лишним коррумпированным звеном пенсионной системы. Данная петиция собрала лишь около 17 % подписей, необходимых для её рассмотрения экспертной группой.
Не нашёл поддержки (отклонён в июне 2021 г.) внесённый в январе 2020 года в Думу законопроект за авторством С. В. Иванова (см. документ Архивная копия от 23 января 2020 на Wayback Machine), наделяющий правом на пенсию в 60 и 55 лет, как до реформы, обоих супругов, если в одном браке родилось четверо и более детей.
В 2019—2021 гг. разные оппозиционные деятели предлагали законодательно отменить реформу. Об этом говорил С. М. Миронов (в качестве одного из его доводов отмечалась предельная непопулярность реформы, вынудившая инициировавшее её правительство уйти в отставку), в августе 2020 года Ярославской областной думой был подготовлен законопроект на ту же тему. Все эти инициативы отклонила Госдума VII созыва. В апреле 2021 года фракция СР внесла очередной проект закона (см. документ Архивная копия от 7 апреля 2021 на Wayback Machine) о возврате дореформенного пенсионного возраста, похожий законопроект (см. документ Архивная копия от 17 августа 2021 на Wayback Machine) разработала КПРФ в августе 2021 года. Оба этих законопроекта были отвергнуты уже новым (VIII-м) созывом Думы в декабре 2021 года.
4 августа 2022 года несколько депутатов от ЛДПР и сенаторов внесли законопроект (см. документ) о возврате половины НДФЛ работающим пенсионерам для поддержки их в отсутствие индексации. Но этот законопроект не дошёл даже до первого чтения из-за отсутствия заключения правительства (снят в сентябре 2022 г.).
25 мая 2020 г. группа депутатов от ЛДПР внесла законопроект о снижении возраста начисления надбавок к пенсиям (до 75 лет вместо 80). Законопроект отвергли, причём это произошло через два с половиной года после внесения (см. документ Архивная копия от 7 июня 2020 на Wayback Machine).
12 января 2021 г. от ЛДПР поступил законопроект (см. документ Архивная копия от 12 января 2021 на Wayback Machine) о дополнительной индексации пенсий. Есть мнение, что такой шаг, равно как и предложение Путина вернуться в вопросу об индексации пенсии работающим лицам или декларация Партией пенсионеров идеи выхода на заслуженный отдых по стажу (с порогом 30 лет стажа), являлись тактическими в преддверии думских выборов. Этот законопроект, постепенно утратив актуальность, был отвергнут в ноябре 2023 года.
16 ноября 2022 года в Думу был внесён законопроект о сохранении старых норм пенсионного возраста (мужчинам —- 60 лет) для ветеранов боевых действий (см. документ). Его отвергли спустя год из-за саботажа голосования депутатами фракции «Единая Россия», приведшего к отсутствию кворума (см. результаты голосования). Ранее подобный законопроект уже вносился (2019 г.), и в 2021 г. тоже был отклонён.
В апреле 2023 года ФНПР предложила поправки в ранее поданный законопроект «О занятости населения» (см. документ), согласно которым безработный предпенсионер, при отсутствии вариантов трудоустройства, смог бы выйти на досрочную пенсию не за 2, а за 5 лет до пенсионного возраста. Это так и осталось разговорами, в декабре 2023 года закон был принят без указанных поправок.
14 декабря 2023 г. С. М. Миронов с коллегами из фракции СРЗП внесли проект (см. документ), предполагавший уменьшение с 42 (37) до 37 (32) лет длительного стажа для мужчин (женщин), при котором работник становится пенсионером на два года ранее нормативного возраста. Но этот документ не дошёл даже до первого чтения, ввиду отсутствия заключения правительства.

## Конституция РФ и закон о пенсионной реформе

### Соответствие реформы нормам Конституции
В декабре 2018 года группа депутатов Госдумы от оппозиции (в том числе от КПРФ) подала запрос в Конституционный суд РФ. Депутаты просили проверить конституционность Федерального закона о пенсионной реформе и признать повышение пенсионного возраста не соответствующим Конституции России. Такое признание означало бы либо полную отмену закона, либо его отмену в части, касающейся повышения пенсионного возраста.
2 апреля 2019 года Конституционный суд своим определением отказался рассматривать этот запрос. В отказном определении суда было отмечено следующее:

Определение пенсионного возраста как одного из условий назначения пенсии — поскольку непосредственно Конституция РФ не решает этот вопрос — …относится к прерогативе законодателя. Оставляя его решение на усмотрение законодателя, Конституция РФ тем самым не исключает возможности изменения пенсионного возраста.

Нормативные ориентиры для определения пенсионного возраста содержатся в международно-правовых актах, которые вместе с тем не препятствуют учёту особенностей демографических и социально-экономических условий государства. Так, Конвенция Международной организации труда № 102 "О минимальных нормах социального обеспечения (ратифицирована ФЗ от 03.10.2018 № 349, включая раздел V «Обеспечение по старости») в статье 26 предусматривает необходимость обеспечения по старости не позднее, чем после достижения гражданином 65 лет или такого старшего возраста, который может быть определён компетентными властями с должным учётом работоспособности пожилых лиц в данной стране.
Таким образом Конституционный суд вынес определение, что пенсионный возраст устанавливается не Конституцией России, а законами, и она не запрещает его повышать. В определении также указано, что закон о повышении пенсионного возраста рассматривался Госдумой и был одобрен ею.
В декабре 2021 года в Конституционный суд поступило обращение в связи с правовой коллизией: безработный предпенсионер не получает положенных повышенных выплат, если он являлся безработным до начала реформы. Хотя обращение касалось конкретного частного лица, в подобном положении, на самом деле, оказываются миллионы граждан.

### Изменения в Конституции и вопросы пенсий
20 января 2020 года В. В. Путин внёс в Думу поправки к Конституции РФ, среди которых — предложение дополнить статью 75 пунктом следующего содержания (с путинским же уточнением от 2 марта): «…формируется система пенсионного обеспечения граждан на основе принципов всеобщности, справедливости и солидарности поколений и поддерживается её эффективное функционирование, а также осуществляется индексация пенсий не реже одного раза в год в порядке, установленном федеральным законом» (вариант до уточнения содержал несколько менее конкретные слова: «…регулярно осуществляется индексация размера пенсий…»). Голосование по пакету поправок состоялось 1 июля 2020 года; результат — около 78 % «за».

## Прочие изменения законодательства
В марте 2019 года были приняты законы о ложных новостях и неуважении к власти, направленные, в частности, «… на пресечение распространения … материалов, содержащих в неприличной форме явное неуважение … к … государственным органам». Содержание данных законов не связано с пенсионной проблематикой. Однако, их продвижение именно в этот момент, по мнению ряда изданий, было вызвано желанием снизить остроту выражения россиянами в Интернете озлобленности по отношению к властям вообще и лично к В. В. Путину после повышения пенсионного возраста.
24 апреля Путиным был подписан Указ об упрощённом порядке предоставления российского гражданства жителям отдельных районов Донецкой и Луганской областей Украины. В условиях пенсионной реформы подобное решение вызвало неоднозначную реакцию, так как противоречит идее экономии средств пенсионного фонда (а именно ею власти объясняли необходимость реформы). Примерно каждый третий претендент на гражданство РФ получит право на пенсию по старости, при этом за время трудовой деятельности в составе Украины не сделав ни вклада в экономику России, ни отчислений в ПФР.
В конце августа 2019 года правительством Д. А. Медведева была озвучена мысль о сокращении, в перспективе, продолжительности рабочей недели до четырёх дней. Эта во многом спорная идея, хотя и нашла сторонников, вызвала недоумение в контексте пенсионной реформы, поскольку причиной последней объявлялось не что иное как недостаток трудовых ресурсов, а введение «четырёхдневки» явно усугубит ситуацию. В феврале 2021 года резюмировалось, что введение четырёхдневной рабочей недели в будущем возможно, но на первый план пока выходят другие задачи.
В сентябре 2020 года Медведев предложил проанализировать идею минимального базового дохода гражданина РФ; в случае внедрения такая система смягчила бы последствия реформы для предпенсионеров.

## Возможный новый накопительный механизм
По нынешним правилам работодатель должен выплачивать за своего работника страховые взносы в размере 22 % от зарплаты, направляемые на формирование страховой пенсии. В ряде случаев по желанию работника 6 % могли переадресовываться на формирование накопительной пенсии (и тогда на страховую оставалось 16 %), но с 2014 г. произошла «заморозка» пенсионных накоплений — и теперь всё идёт в страховую часть.
Обсуждалась возможность введения новой системы аккумулирования средств для накопительной части будущей пенсии — «индивидуального пенсионного капитала (ИПК)» — предусматривающей отчисление не работодателем, а работником взносов (от 0 % до 6 % от зарплаты) в НПФ. Предполагалось, что система начнёт действовать уже с 2020 года, но в марте 2019 года внесение подготовленного законопроекта об ИПК пришлось отложить на неопределённый срок, так как стало ясно, что в условиях тяжелейшей реакции населения на пенсионную реформу новая инициатива не получит объективной оценки и будет также обречена на отторжение. Результат опроса в конце мая 2019 г. (проводил Левада-Центр) показал, что более 60 % граждан не желали бы участвовать в системе ИПК из-за недоверия и отсутствия денег. В июне президент В. В. Путин одобрил идею ИПК с оговоркой, что механизм подключения граждан должен быть абсолютно добровольным; Минфин выполнил надлежащую корректировку документа. Однако, по мнению представителей ЦБ, в добровольном формате система утратила жизнеспособность — и на начало июля 2019 г. работа над проектом ИПК зашла в тупик. Публичная дискуссия по проекту ИПК так и не состоялась.
В конце августа появились сообщения Минфина о намерении отказаться от термина «ИПК» и создать несколько иную, хотя и похожую, новую систему пенсионных накоплений. К началу сентября был разработан законопроект «О гарантированном пенсионном продукте» (ГПП; позднее переименован в гарантированный пенсионный план). Основными чертами «продукта» («плана») являются исключительно добровольный порядок присоединения к системе, налоговые льготы для бизнеса и налоговые вычеты для граждан, регистрация накопительных счетов центральным администратором, а также гарантирование сохранности долгосрочных пенсионных накоплений со стороны государства. К концу октября были определены параметры системы ГПП; соответствующий законопроект обнародован 29 октября 2019 года. На тот момент власти оценивали число потенциальных участников ГПП в 1 млн.
По состоянию на осень 2020 года, по совокупности причин, включая пандемию коронавируса (которая снизила долю готовых участвовать граждан), конкретных сроков запуска ГПП обозначено не было.
В феврале 2021 Минфин объявил о намерении потратить почти весь 2021 год на доработку проекта добровольной накопительной пенсионной системы, причём эта доработка будет вестись под грифом «секретно». Нормативная база новой накопительной системы должна быть подготовлена и внесена в правительство до 15 декабря. Ранее на рассмотрение правительства уже выносилась концепция, предполагавшая перевод средств из ОПС (накопления) в добровольный формат (резервы), но поддержки не получила, поскольку накопления защищены государственной системой гарантирования, а резервы — нет. В рамках разрабатываемой системы предполагается что под защиту государства попадут взносы до 1,4 млн рублей. Эксперты отмечают, что такая сумма покрытия недостаточна, но выражают надежду, что в ходе обсуждения она может быть увеличена. В июне 2021 года был достигнут консенсус между ЦБ и НПФ по вопросу о трансформации накоплений в стандартизированную (то есть регулируемую законодательно, а не каждым фондом по-своему) систему негосударственного пенсионного обеспечения; никаких решений не принято, но СМИ сразу назвали обсуждаемый подход новой пенсионной реформой.
К рубежу 2021/2022 годов проект реанимации накопительной системы так и не появился, чётких новых дат объявлено не было («в 2022 году»); в качестве гипотетических дополнительных стимулов для участия граждан называлось софинансирование со стороны государства. В конце 2022 г. констатировалось, что «реформа накопительной пенсионной системы в России переносится как минимум на 2023 год». В первой половине 2023 года был разработан и в июне одобрен Госдумой законопроект о Программе долгосрочных сбережений (ПДС), планируемой к внедрению с 2024 года; в её основе лежат идеи ИПК-ГПП.

## Лица, которых не затрагивает реформа
Реформа не вводит новых правил выхода на пенсию лиц, работающих во вредных и тяжёлых условиях.
Ничего не изменяется задним числом для уже находящихся на пенсии россиян.
Данная реформа также не касается силовиков, военнослужащих и госслужащих — в отношении этих категорий граждан изменения произошли (или произойдут) в ходе проведения других реформ (к примеру, военной реформы 2008—2020 годов).
Так, ранее, в 2016 году, уже были приняты решения о постепенном (в итоге на 5 лет для мужчин, на 8 для женщин) подъёме пенсионной возрастной планки государственным гражданским служащим. Целевые параметры этого повышения сохранились, хотя изменилась схема: если изначально она планировалась по принципу «каждый год на полгода», то после реформы для мужчин (женщин) 1961 (1966) года рождения и далее она стала соответствовать общей схеме (с продолжением для женщин 1969—1971 гг.р.). Федеральным законом РФ от 23 мая 2016 г. № 143-ФЗ, вступившим в силу с 1 января 2017 года, предельный возраст пребывания на государственной гражданской службе установлен равным 65 годам (независимо от пола, ведомственной принадлежности и классного чина) и может быть с согласия работника увеличен до 70 лет. Также, им был увеличен минимальный стаж работы на госслужбе для назначения пенсии с 15 до 20 лет. Обсуждение же вопросов повышения пенсионного возраста госслужащим велось ещё весной 2015 года, законопроект был рассмотрен Государственной думой в декабре 2015 года. При этом госслужащим в той или иной мере официально или негласно запрещается критиковать действия властей, чем, возможно, и объясняется то, что соответствующие реформы прошли сравнительно тихо.
Изменение системы пенсионного обеспечения лиц, проходивших службу в Вооружённых силах Министерства обороны РФ, произошло с 1 января 2012 года (у военнослужащих других силовых структур с 1 января 2013 года) одновременно с изменением системы денежного довольствия военнослужащих с момента вступления в силу Федерального закона от 7 ноября 2011 г. № 306-ФЗ «О денежном довольствии военнослужащих и предоставлении им отдельных выплат». Эти изменения предусматривались изначально в ходе проведения начатой в 2008 году военной реформы. Разработка законопроектов об изменении в пенсионном обеспечении лиц, проходивших военную службу, и лиц, к ним приравненных по вопросам изменения предельного возраста нахождения на военной службе и выслуге лет, была начата в 2012 году. Законопроект был рассмотрен Госдумой в феврале 2014 года. Федеральным законом РФ от 2 апреля 2014 года № 64-ФЗ с октября 2014 года был увеличен на 5 лет предельный возраст (с 45-50-55-60 до 50-55-60-65 лет и допускается заключение нового контракта с военнослужащим до 65-70 лет) нахождения на военной службе соответственно всем категориям (воинским званиям) военнослужащих мужского пола Вооружённых Сил и других силовых структур (возраст выхода на пенсию с правом получения военной пенсии в полном объёме — в отличие от минимальной выслуги лет, дающей право только на получение военной пенсии минимального размера и то в случае предусмотренных законом «уважительных» причин увольнения). Разрабатываются и законопроекты об увеличении с 20 до 25 лет минимальной выслуги лет (стаж военной службы), дающей право на назначение минимальной (50 %) военной пенсии, а также о дальнейшем увеличении предельного возраста. Первоначально планировалось увеличить минимальную выслугу лет в 2018 году. Также, проводятся обсуждения по вопросам отмены военной пенсии военнослужащим и переводе их на общегражданскую систему пенсионного обеспечения.
Изменения порядка пенсионного обеспечения лиц, проходивших службу в органах внутренних дел, начались с 1 января 2012 года с момента вступления в силу Федерального закона от 30 ноября 2011 года № 342-ФЗ «О службе в органах внутренних дел Российской Федерации и внесении изменений в отдельные законодательные акты Российской Федерации». До этого предельный возраст службы составлял 45-50-55-60 лет в зависимости от категории (специального звания), после стало 50-55-60-65 лет. С конца 2018 года разрабатывается законопроект об очередном изменении пенсионного обеспечения для сотрудников МВД, предполагающем повышение некоторым категориям, соответственно, до 55-60-65-70 лет, аналогично военнослужащим, возможного возраста пребывания на службе в органах внутренних дел. С 2013 года проводится разработка и обсуждение законопроектов по увеличению минимальной выслуги лет до 25 лет и в отдалённой перспективе до 30 лет (ситуация вокруг пенсионной реформы вызвала у сотрудников полиции опасения внезапного ужесточения правил и для МВД, что спровоцировало массовые увольнения по выслуге.) Аналогичные же изменения происходили и происходят в отношении сотрудников ФСИН и МЧС — тех из них, кто не является военнослужащим или государственным гражданским служащим.
В общем, эти изменения пенсионного обеспечения силовых структур и государственных гражданских служащих явились по сути пробными испытательными мерами на отдельных группах граждан перед его изменением для всего населения страны.

## Промежуточные результаты реформы
В 2019 году количество гражданских пенсионеров уменьшилось на 319 тысяч человек. В 2020 году за счёт реформы ожидалось снижение числа пенсионеров на 300 тыс. чел. Но из-за влияния пандемии по итогам года цифра оказалась почти вдвое выше: 568,7 тыс. За 2021 год численность пенсионеров, состоящих на учёте в Пенсионном фонде России, уменьшилась ещё примерно на 970 тысяч человек.
Согласно социологическим исследованиям, из-за реформы произошло радикальное снижение доверия граждан к президенту, правительству и парламенту. Проявились как недовольство самим подъёмом пенсионного возраста (и связанными с этим чисто материальными потерями), так и ощущение обмана из-за замалчивания пенсионной проблематики до выборов, спешки властей при принятии закона и нарушения обещания не затрагивать предпенсионеров. Фактически перечёркнутым оказался воодушевляющий эффект от аннексии Крыма и блестяще проведённого чемпионата мира по футболу. 13-19 мая 2019 г. ВЦИОМ зафиксировал антирекорд доверия Путину за тринадцать лет — 31,7 % (весной 2018 г. ему доверяли 57,2 %); никаких тенденций к восстановлению доверия не наблюдалось ни в 2020 году, ни в начале 2021-го. Уровень потенциальной электоральной поддержки партии власти «Единая Россия» в 2020— начале 2021 гг., по опросам в преддверии парламентских выборов-2021 составлял около 30 %, тогда как до реформы представители этой партии получили 53 % депутатских кресел в Госдуме VI созыва и 76 % в Думе VII созыва.
«По горизонтали», общество разделилось на пенсионеров, получивших небольшой денежный выигрыш, и жертв реформы. Согласно опросам ФОМ, на 14 марта 2019 года, среди граждан моложе 60 лет доля негативно относившихся к Путину была почти в 4 раза выше, чем в более старшей категории, а относившихся положительно, наоборот, в 1,5—2 раза ниже. Наметились межпоколенческая (в неравные условия поставлены лица близких возрастов: скажем, мужчины 1958 и 1963 г. р.), межпрофессиональная (усилилось различие времени выхода на пенсию представителей разных специальностей) и другие типы социальной напряжённости. По данным опросов ВЦИОМ, проводившихся в преддверии Дней народного единства 4 ноября, из-за пенсионной реформы резко (до 37 % в 2019 году против 54 % в 2017-м) снизилась доля россиян, считающих, что в России вообще есть единство народа. О единстве говорят преимущественно те, кто уже стали пенсионерами.
О глубине отторжения населением реформы говорит, в числе прочего, тот факт, что даже при объявлении в сентябре 2022 года мобилизации в России снижение рейтингов власти оказалось менее выраженным.
Пенсионная реформа расширила категорию граждан, считающих весь внутриполитический курс страны с 1991 года ошибочным и сводящимся к социальному дарвинизму. По мнению ряда политологов, у Путина «остаётся всё меньше времени для отмены решения, расколовшего страну» и восстановления отчасти утраченной из-за реформы легитимности власти. Озвучивалось и радикальное мнение, что «предотвращение катастрофы по образцу 1917 или 1991 года теперь уже требует смены всей власти, включая президента России». Спустя год с момента подписания президентом закона о реформе высказывалась точка зрения, что тот момент разделил политическую жизнь в стране на «до» и «после». Эта реформа явилась одной из главных причин, по которым в обществе возник запрос на решительные перемены с изменением политической системы: за них в конце 2019 г. высказались 59 % россиян (в 2017 г. — 42 %).
После старта пенсионной реформы резко (с 50,8 % в 2017 г. до 72,9 % в 2019 г.) выросла доля граждан, лояльно относящихся к теневой занятости; такая позиция выглядит как ответ властям, отнявшим у граждан, по их мнению, шансы на достойную пенсию и даже на дожитие до неё.
Недовольство властью перешло в среду подростков, которым в ближайшие годы предстоит старт карьеры при конфликтной конкуренции за рабочее место с предпенсионерами. По сути, для молодых россиян реформа сузила возможности самореализации в своей стране.
К концу осени 2020 года в российском обществе стали нарастать тревога и пессимизм, что провластными комментаторами связывалось с эпидемией COVID-19, тогда как оппозиционеры заявляли, что именно пенсионная реформа, «а не коронавирус, является отправным пунктом пессимистического настроения людей». Также, по мнению оппозиционеров, спровоцированное реформой негативное отношение к власти проявилось недоверием к рекомендациям о вакцинации и массовыми отказами от неё.
Реформа привела к снижению числа голосов, отданных за «Единую Россию» на выборах в Госдуму в сентябре 2021 г. (потеряно 19 мандатов), и относительному успеху левых партий (те же 19 кресел дополнительно получили КПРФ + СР, причём КПРФ по партийным спискам набрала в полтора раза больший процент голосов, чем на выборах предыдущего созыва); кроме того, в Думу прошла партия «Новые люди», голосование за которую было во многом протестным. Есть мнение, что результат «ЕР» на самом деле хуже, а при подсчёте голосов были допущены масштабные фальсификации в её пользу.
В начале 2022 года Г. А. Зюганов заявлял, что реформа превращает страну в «пороховую бочку», делает её «лёгкой мишенью для внешних сил» и создаёт условия для бунта; в это время происходили трагические события в Казахстане (где возврат советского пенсионного возраста являлся одним из требований восставших).

## Некоторые специфические факты
- Один житель Челябинской области сменил пол с мужского на женский, в результате чего приобрёл (приобрела) право на пенсию при достижении пенсионного возраста, предусмотренного законодательством для женщин[328].
- Из 16 скончавшихся от момента инициации реформы (лето 2018) до декабря 2019 г. депутатов, сенаторов, глав реготделений ПФР, выступавших за реформу, 9 человек не дожили до нового возраста выхода на пенсию[329].
- 1 апреля 2021 года ряд изданий известил[330] об отмене или кардинальном смягчении пенсионной реформы, с пометкой в конце, что публикация является первоапрельской шуткой.
- В 2021 году в Вологодской области мужчина убил оппонента по дискуссии о реформе, несогласного с мнением, что сохранение пенсионного возраста полицейским при повышении его для обычных граждан нечестно[331].

## Комментарии
1. ↑  Данные цифры рассчитываются чисто теоретически и означают, что дети, рождённые в соответствующие годы (2024 и 2030), в среднем предположительно доживут до указанных возрастов (то есть до 2102 и 2110 годов) при условии, что уровень смертности останется неизменным. Об ожидаемом среднем возрасте дожития тех, чей выход на пенсию согласно реформе запланирован в 2019 или ближайшие годы, и о проценте доживших среди этого поколения до пенсионного возраста данные показатели не информируют.
2. ↑  Федеральный закон от 02.04.2014 г. № 64-ФЗ «О внесении изменений в статьи 49 и 53 Федерального закона „О воинской обязанности и военной службе“» излагает в новой редакции (вносит частичные изменения) соответствующие статьи Федерального закона от 28.03.1998 г. № 53-ФЗ «О воинской обязанности и военной службе». Часть 2 статьи 49 этого закона, касающаяся предельного возраста военной службы военнослужащих женского пола равной 45 годам, при этом не изменялся.
3. ↑  До 2012 года данные вопросы регулировались Постановлением Верховного совета Российской Федерации от 23.12.1992 г. № 4202-1 «Об утверждении Положения о службе в органах внутренних дел Российской Федерации и текста Присяги сотрудника органов внутренних дел Российской Федерации».